# Milena Kalinovska

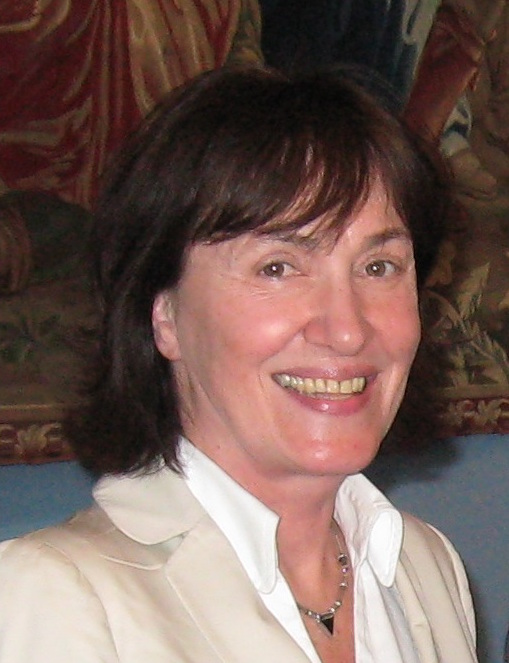
Milena Kalinovska

Milena Kalinovska (* 24. April 1948 in Prag, Tschechoslowakei) ist eine Kunsthistorikerin und Kuratorin. Sie besitzt die britische, amerikanische und tschechische Staatsbürgerschaft und war Direktorin für öffentliche Programme am Hirshhorn Museum and Sculpture Garden in Washington, D.C. Sie wurde 1987 für den Turner Prize nominiert.

## Leben und Werk
Kalinovska ist die Tochter einer zweisprachigen russischen Emigrantenfamilie. Ihre Großeltern mütterlicherseits wanderten nach der russischen Revolution aus der Sowjetunion aus, und ihr Großvater wurde Bibliothekar und baute die slawische Sammlung an der Karls-Universität auf. Die Familie ihres Vaters stammte aus Mähren, wo sie einen Möbelbaubetrieb betrieb. Milenas Vater arbeitete viele Jahre als politischer Gefangener in den Uranbergwerken Jáchymov und war dann in der Filmindustrie tätig. Ihre Mutter war Buchhalterin bei Tesla, verlor jedoch aufgrund ihrer belarussischen Abstammung in den 1950er Jahren ihre Arbeitsstelle und arbeitete dann im Schichtdienst in einer Fabrik.
Im Alter von fünfzehn Jahren zog Kalinovska von ihren Großeltern zu ihren Eltern. In den 1960er Jahren lernte sie Jiří Studnička kennen, mit dem sie 1970 nach der Besetzung der Tschechoslowakei durch die Truppen des Warschauer Pakts für einen Sprachkurs nach London reiste. Beide erhielten von der Einwanderungsbehörde die Erlaubnis, in England zu bleiben und zu arbeiten. Nach etwa zwei Jahren erhielt sie die vorzeitige Erlaubnis in Großbritanniens studieren zu dürfen. Mit einem Stipendium studierte sie an der University of Essex, wo sie 1975 einen Bachelor-Abschluss in slawischer und vergleichender Literaturwissenschaft erhielt. Sie studierte auch in Oxford und Cambridge, doch dort deckte das Stipendium nur die Studienkosten und nicht die Lebenshaltungskosten ab. Daher nahm sie Arbeitsmöglichkeiten wahr, wie die Erforschung der Geschichte der religiösen Verfolgung in Osteuropa, und Tätigkeiten für Amnesty International und das Institute of Contemporary Art in London. Aufgrund ihres Interesses an den politischen Ereignissen in der Tschechoslowakei schrieb sie einen Brief an die The Times über die Zahl der inhaftierten Personen und die Verfolgung durch das Regime. Diese Aktivitäten führten dazu, dass die die tschechoslowakischen Gerichte ihr die Staatsbürgerschaft entzogen und sie zu drei Jahren Gefängnis verurteilten.
Mit einem Stipendium studierte sie dann 1978 vergleichende Literaturwissenschaft an der University of British Columbia in Kanada mit einem Master-Abschluss. Sie erwarb auch eine Ausbildung in Museumskursen und studierte am Archäologiemuseum die Kunst der Ureinwohner Kanadas.

## Kuratorin und Direktorin
Nach zwei Jahren kehrte sie nach London zurück, promovierte und erhielt das Angebot, die Riverside Studios zu leiten. In dieser Position war sie äußerst erfolgreich und die Galerie wurde durch die Ausstellungen zeitgenössischer Künstler so berühmt, dass Kalinovska für den Turner-Preis nominiert wurde. Sie arbeitete bis 1986 im River Side Studio.
Von London zog sie 1986 in die USA, wo sie den in Tschechien geborenen Amerikaner Jan Vanous heiratete, mit dem sie eine Tochter und einen Sohn bekam. Von 1989 bis 1990 war sie Kuratorin am New Museum of Contemporary Art in New York City, von 1991 bis 1996 war sie Direktorin des Institute of Contemporary Art (ICA) in Boston und arbeitete dann bis 2003 als Unabhängige Kuratorin für Independent Curators Incorporated, das Kreeger Museum und als Beraterin für das Hirshhorn Museum and Sculpture Garden in Washington, D.C. 2004 wurde sie Direktorin am Hirshhorn Museum and Sculpture Garden.
Von 2015 bis 2018 war sie Direktorin der Sammlung moderner und zeitgenössischer Kunst in der Nationalgalerie Prag. Sie löste Helena Musilová als Leiterin der Sammlung für moderne und zeitgenössische Kunst ab, übernahm aber gleichzeitig auch die Sammlung für Kunst des 19. Jahrhunderts. Sie war dort eine der Kuratorinnen der Ausstellungen mit Werken von Magdalena Jetelová, dem Maler Gerhard Richter, Jiří Kolář und Antony Gormley.
Kalinovska war an der Gwangju Biennale 2004 in Südkorea beteiligt, war Mitglied des nationalen Beratungsausschusses der Art:21 PBS-Programme und erhielt zahlreiche Auszeichnungen.

## Auszeichnungen (Auswahl)
- 1978: British Commonwealth Scholarship
- 1985: Turner Prize Nominierung[8]
- 1998: Penny McCall Grant
- 2002: Tomas Alva Negri Award

## Veröffentlichungen (Auswahl)
- mit Lia Gangitano, Steven Nelson, Judith Wilson, Jean Fisher, Reva Wolf, Institute of Contemporary Art: New Histories: The Institute of Contemporary Art, Boston. Distributed Art Publishers, 1997, ISBN 978-0-910663-51-9.
- The religious situation in Czechoslovakia. Religion in Communist Lands 5, 1977, doi:10.1080/09637497708430825.
- Gerhard Richter. Národní galerie v Praze, 2018, ISBN 978-80-7035-645-6.